# Naufragio dell'Estonia
Il naufragio dell'Estonia avvenne nella notte del 28 settembre 1994: l'Estonia, un traghetto battente bandiera Estone naufragò nel Mar Baltico tra Tallinn e Stoccolma. Le persone a bordo erano 989: di queste 852 perirono mentre 137 vennero tratte in salvo. Si tratta del più grave naufragio avvenuto in Europa in tempo di pace.

## Storia
Nella notte tra il 27 ed il 28 settembre 1994, l'Estonia, partita da Tallinn, stava navigando verso Stoccolma in condizioni di mare agitato. Verso l'una di notte la celata di prua, sottoposta a forti sollecitazioni a causa di onde alte fino a quattro metri, cominciò a cedere, staccandosi del tutto all'una e un quarto. Il garage fu immediatamente invaso da una gran quantità d'acqua, che causò una forte inclinazione verso dritta. All'una e venti fu dato l'allarme e due minuti dopo fu inviato il primo triplice segnale di "Mayday". L'Estonia continuò a inclinarsi rapidamente, impedendo a gran parte dei passeggeri di mettersi in salvo; alle 1:50, la nave sparì definitivamente dai radar.
La prima nave a giungere sul luogo del naufragio fu la Mariella, appartenente alla Viking Line, che arrivò alle 2:12, presto seguita dalla Silja Europa, il cui comandante assunse l'incarico di coordinatore dei soccorsi. I primi elicotteri di soccorso arrivarono intorno alle tre. Le operazioni, rese difficili dal maltempo, permisero di salvare 138 persone, una delle quali morì in seguito in ospedale; gli ultimi sopravvissuti furono trovati intorno alle nove. Di tutti i sopravvissuti almeno 98 furono ricoverati in ospedale, escluso il deceduto. Solamente 94 corpi furono recuperati; circa 650 dei rimanenti 757 passeggeri e membri dell'equipaggio rimasero probabilmente intrappolati nel relitto.
A Tallinn, nel parco esistente tra le mura della città vecchia e il porto, un monumento intitolato "Linea spezzata" ricorda i nomi e la memoria delle 852 vittime del naufragio dell'Estonia.

## Cause del naufragio
Il relitto fu ispezionato con un ROV già pochi giorni dopo il naufragio dalla Rockwater A/S. Secondo il rapporto ufficiale, il disastro fu causato dal cedimento della celata di prua, che strappandosi spalancò la rampa di accesso al garage, permettendo così all'acqua di invadere la nave. L'equipaggio non si rese conto immediatamente del guasto perché la celata di prua si ruppe in modo tale che nessuno dei sensori di sicurezza posti su di essa entrò in funzione a segnalarne l'apertura; inoltre, la prua non era visibile dal ponte di comando. L'ipotesi che il naufragio potesse essere stato causato da una bomba, ripresa più volte dai media, è stata esclusa definitivamente dalla commissione di investigazione.
Nel volume "Terrore dal mare", di William Langewiesche, Adelphi, 2005, si approfondiscono numerosi aspetti dell'incidente attribuendo la causa principale alla scarsa manutenzione della nave e a un problema alle guarnizioni della rampa auto non risolto nei sei mesi precedenti il naufragio.
Il 28 settembre 2020 diversi quotidiani hanno però riportato la scoperta di una crepa di 4 x 1,2 metri nello scafo dell'Estonia. Questo riaprirebbe la questione, allora non completamente chiarificata, della causa dell'affondamento della nave. Riemergono quindi ipotesi allora vagliate del contrabbando di armi sull'Estonia da parte dei servizi segreti occidentali o del possibile coinvolgimento di un sottomarino russo (teorie peraltro inevitabili visto il periodo post guerra fredda). Alcun sopravvissuti hanno recentemente raccontato nuovamente come loro avessero sentito un boato esattamente prima dell'affondamento. Questo alone di mistero è stato ulteriormente alimentato negli ultimi anni dal fatto che fosse stato posto il divieto di accesso alla nave conclamando lo stato di "cimitero sottomarino" appena subito dopo la tragedia. I tre stati maggiormente coinvolti (Svezia, Estonia, Finlandia) hanno recentemente deciso di riaprire l'inchiesta.
Nel luglio del 2023 la SHK, la commissione d'indagine svedese, ha ispezionato tramite un ROV il ponte auto che nel 2022 si era scoperto accessibile a causa del cedimento della rampa.
| Nazionalità delle vittime | Deceduti |
| ------------------------- | -------- |
| Svezia                    | 501      |
| Estonia                   | 285      |
| Lettonia                  | 17       |
| Russia                    | 11       |
| Finlandia                 | 10       |
| Norvegia                  | 6        |
| Danimarca                 | 5        |
| Germania                  | 5        |
| Lituania                  | 3        |
| Marocco                   | 2        |
| Bielorussia               | 1        |
| Canada                    | 1        |
| Francia                   | 1        |
| Paesi Bassi               | 1        |
| Nigeria                   | 1        |
| Ucraina                   | 1        |
| Regno Unito               | 1        |
| Totale decessi            | 852      |

### Annotazioni
1. 1 2  (EN) Joint Accident Investigation Commission, Chapter 1 - The Accident, su onnettomuustutkinta.fi, 1997. URL consultato il 10 gennaio 2010 (archiviato dall'url originale il 18 marzo 2007).
2. ↑  (EN) Joint Accident Investigation Commission, Chapter 13 - Development of the accident [collegamento interrotto], su onnettomuustutkinta.fi, 1997. URL consultato l'11 gennaio 2010.
3. ↑  (EN) Joint Accident Investigation Commission, Chapter 7.5 The Rescue Operation, su onnettomuustutkinta.fi, 1997. URL consultato il 10 gennaio 2010 (archiviato dall'url originale il 18 marzo 2007).
4. ↑  (EN) Joint Accident Investigation Commission, Chapter 7.6 - The Human Outcome, su onnettomuustutkinta.fi, 1997. URL consultato il 10 gennaio 2010 (archiviato dall'url originale il 2 giugno 2001).
5. ↑  (EN) Joint Accident Investigation Commission, Chapter 8 - Observations after the accident [collegamento interrotto], su onnettomuustutkinta.fi, 1997. URL consultato il 10 gennaio 2010.
6. ↑  (EN) Condition Survey of the Vessel "Estonia" for the Swedish National Maritime Administration. Survey Report. (Supplement No. 503), Rockwater A/S, (PDF), su onnettomuustutkinta.fi. URL consultato l'11 gennaio 2010 (archiviato dall'url originale il 24 febbraio 2012).
7. ↑  (EN) Joint Accident Investigation Commission, Chapter 13.4 - Advance indications and alarms from the bow area, su onnettomuustutkinta.fi, 1997. URL consultato l'11 gennaio 2010 (archiviato dall'url originale il 2 giugno 2001).
8. ↑  (EN) Joint Accident Investigation Commission, Figure 3.4 Approximate field of vision from the bridge. (Chapter 3.2.7 - Bridge layout) (GIF), su onnettomuustutkinta.fi. URL consultato l'11 gennaio 2010 (archiviato dall'url originale il 2 giugno 2001).
9. ↑  (EN) The Finnish group of the former Joint Accident Investigation Commission, Suggestions of bombs omboard M/V Estonia, memorandum September 24, 1999 (PDF) [collegamento interrotto], su onnettomuustutkinta.fi, 1999. URL consultato l'11 gennaio 2010.